# Rurouni Kenshin: The Legend Ends
Rurouni Kenshin: The Legend Ends (jap. るろうに剣心 伝説の最期編 Rurōni Kenshin: Densetsu no saigo-hen) – japoński film akcji z 2014 roku w reżyserii Keishiego Ōtomo, będący ekranizacją mangi pod tym samym tytułem. Jest to drugi z dwóch sequelów filmu z 2012 roku, będący kontynuacją filmu Rurouni Kenshin: Kyoto Inferno. Piosenką przewodnią filmu była Heartache w wykonaniu One Ok Rock.
W Polsce film dostępny jest za pośrednictwem platformy Netflix.

## Obsada
- Takeru Satō – Kenshin Himura
- Nayuta Fukuzaki – młody Himura
- Emi Takei – Kaoru Kamiya
- Munetaka Aoki – Sanosuke Sagara
- Kaito Ōyagi – Yahiko Myōjin
- Tatsuya Fujiwara – Makoto Shishio
- Ryūnosuke Kamiki – Sōjirō Seta
- Yū Aoi – Megumi Takani
- Maryjun Takahashi – Yumi Komagata
- Yūsuke Iseya – Aoshi Shinomori
- Tao Tsuchiya – Misao Makimachi
- Yōsuke Eguchi – Hajime Saitō
- Min Tanaka – Nenji/Okina Kashiwazaki
- Masaharu Fukuyama – Hiko Seijurō
- Hiroko Yashiki – Kamatari Honjyō
- Ryōsuke Miura – Cho Sawagejo
- Yukiyoshi Ozawa – Hirobumi Itō
- Ken'ichi Takitō – Hōji Sadojima
- Tomomi Maruyama – Anji Yūkyūzan
- Kazufumi Miyazawa – Toshimichi Ōkubo
- Kentarō Shimazu – Saiduchi
- Mitsu Murata – Usui Uonuma
- Yūya Hara – Henya Kariwa

## Odbiór
Box office filmu na rok 2014 wyniósł 42,7 mln dolarów. W pierwszym tygodniu po premierze film znalazł się również na pierwszym miejscu w Japonii z box office w wysokości ponad US$8,5 mln, utrzymując się na pierwszej pozycji przez cztery tygodnie.